# Niels Erik Nørlund
Niels Erik Nørlund   (Slagelse, 26 d'octubre de 1885 - Hørsholm, 4 de juliol de 1981) va ser un matemàtic, geodèsic i astrònom danès.

## Vida i Obra
Nørlund era fill del farmacèutic de la població de Slagelse. El seu germà Poul va ser un brillant arqueòleg, director del Museu Nacional de Dinamarca i la seva germana Margrethe es va casar amb el futur premi Nobel Niels Bohr. Va fer els seus estudis primaris a la seva localitat i els secundaris a la propera població de Sorø. El 1903 va ingressar a la universitat de Copenhaguen amb la intenció d'estudiar astronomia i matemàtiques. El seu professor preferit va ser l'astrònom Thorvald Nicolai Thiele que li va permetre treballar a l'observatori astronòmic i, així, el 1905 ja va publicar el seu primer descobriment a la revista Astronomische Nachrichten.
A la universitat va formar part d'un cercle d'estudiants, anomenat Ekliptica, que es reunien regularment per discutir temes filosòfics; entre els membres hi havia els germans Niels i Harald Bohr, el seu germà Poul, el filòleg Viggo Brøndal, l'economista Einar Cohn, l'entomòleg Kai Henriksen i el psicòleg Edgar Rubin: un grup molt divers.
El 1910 va obtenir el màster en astronomia i el doctorat en matemàtiques. Després de dos anys com assistent al observatori de Copenhaguen, va obtenir una plaça docent de matemàtiques a la universitat de Lund, a Suècia, però molt a la vora de Copenhaguen. Va romandre a Lund els següents deu anys, durant els quals va esdevenir membre del consell editorial de la revista Acta Mathematica fundada per Mittag-Leffler i a la seva mort el 1927 el va substituir com a editor principal.
El 1922 es va crear una nova càtedra a la universitat de Copenhaguen i la va ocupar Nørlund, retornant així al seu país. El que va canviar la seva vida, però, va ser el seu nomenament el 1923 de director del Den danske Gradmaaling (l'institut geogràfic danès) que el 1928 es va fusionar amb altres agències governamentals per a convertir-se en el Institut Geodèsic de Dinamarca, que ell va dirigir fins a la seva jubilació el 1955.
En matemàtiques, Nørlund és recordat per haver proporcionat el primer tractament matemàtic rigorós de les diferències finites (anys 1910's). En Geodèsia, per haver estat un dels primers en fer activitats de topografia i mapes de Groenlàndia (1945-1958) finançat en part per la companyia minera Kryolitselskabet Øresund.